# NGC 755
NGC 755 este o emission-line galaxy⁠(d) situată în constelația Balena. A fost descoperită în 10 ianuarie 1785 de către William Herschel. Se află la o distanță de 20,89 de megaparseci de Pământ.